# Veliko Trojstvo
Veliko Trojstvo es un municipio de Croacia en el condado de Bjelovar-Bilogora.

## Geografía
Se encuentra a una altitud de 141 m s. n. m. a 94 km de la capital nacional, Zagreb.

## Demografía
En el censo 2011 el total de población del municipio fue de 2741 habitantes, distribuidos en las siguientes localidades:
- Ćurlovac - 261
- Dominkovica - 50
- Grginac - 231
- Kegljevac - 63
- Maglenča -  316
- Malo Trojstvo - 158
- Martinac - 125
- Paulovac - 99
- Veliko Trojstvo - 1 197
- Višnjevac - 116
- Vrbica - 125

| Gráfica de población de Veliko Trojstvo 1857-2011                   |
|                                                                     |
| Según los censos de población de la oficina estadística de Croacia. |